# Campeonato Mundial de Xadrez de 2008
O Campeonato Mundial de Xadrez de 2008 foi um evento organizado pela FIDE para a disputa do título mundial do xadrez. A disputa foi um match de doze partidas entre o atual campeão Viswanathan Anand e o campeão anterior Vladimir Kramnik, que havia recebido o direito a uma partida de revanche após perder o título no campeonato de 2007. A competição foi realizada entre 14 de outubro e 29 de outubro na cidade alemã de Bonn. Anand venceu e manteve o título.

## Match pelo título
O confronto foi jogado em uma melhor de 12 partidas.
| Jogador           | Rating | 1 | 2 | 3 | 4 | 5 | 6 | 7 | 8 | 9 | 10 | 11 | Total |
| ----------------- | ------ | - | - | - | - | - | - | - | - | - | -- | -- | ----- |
| Viswanathan Anand | 2783   | ½ | ½ | 1 | ½ | 1 | 1 | ½ | ½ | ½ | 0  | ½  | 6½    |
| Vladimir Kramnik  | 2772   | ½ | ½ | 0 | ½ | 0 | 0 | ½ | ½ | ½ | 1  | ½  | 4½    |